# (28851) Londonbolsius
(28851) Londonbolsius est un astéroïde de la ceinture principale d'astéroïdes.

## Description
(28851) Londonbolsius est un astéroïde de la ceinture principale d'astéroïdes. Il fut découvert le 6 mai 2000 à Socorro (Nouveau-Mexique) par le projet LINEAR. Il présente une orbite caractérisée par un demi-grand axe de 2,48 UA, une excentricité de 0,04 et une inclinaison de 5,3° par rapport à l'écliptique.

## Compléments